# Синара (банк)
Банк Синара — российский частный региональный банк на территории Свердловской области, сетевой универсальный банк федерального масштаба.

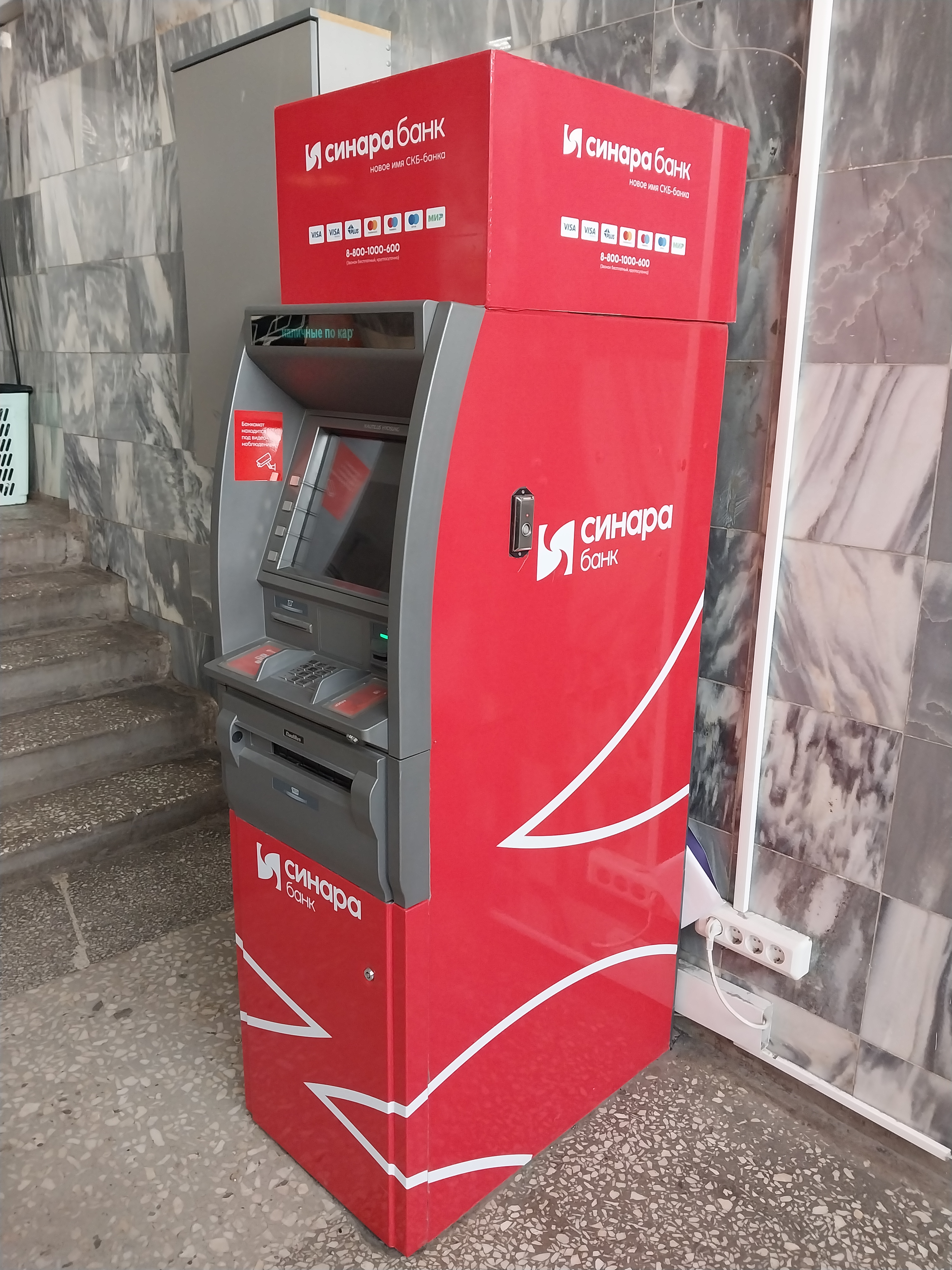
Банкомат банка Синара в корпусе ХТИ УрФУ

Головной офис находится в Екатеринбурге Свердловской области. Подразделения банка расположены более чем в 150 городах России. С апреля 2015 года Синара — уполномоченный банк Правительства Свердловской области. Является партнером Свердловского областного фонда поддержки малого предпринимательства. Входит в Ассоциацию ФинТех.
Активы 207,139 млрд руб. (на 01.07.2023) — 39 место в России.

## История
Банк создан осенью 1990 года (зарегистрирован Госбанком РСФСР 2 ноября 1990 года) в процессе преобразования региональных управлений Агропромбанка СССР в независимые банки. Через полтора года большинство из этих банков были присоединены к Росагропромбанку или ликвидированы, а СКБ-банк остался в числе банков, продолживших самостоятельное существование.
Первоначальное название банка — Свердловский коммерческий банк (СКБ-БАНК). 20 апреля 1992 года банк был преобразован в акционерное общество и переименован в Акционерный коммерческий банк содействия коммерции и бизнесу (СКБ-банк).
Сентябрь 2015 — СКБ-банк признан победителем конкурса АСВ по выбору инвестора для калужского Газэнергобанка.
Январь 2016 — СКБ-банк в рамках мероприятий по предупреждению банкротства ОАО «Газэнергобанк» приобрел 99,99 % акций калужского Газэнергобанка. 14 января 2016 года Банком России зарегистрирован отчет об итогах дополнительного выпуска акций.
Декабрь 2016 — Мобильный банк СКБ-банка вошел в тройку лучших в России по оценке аналитического агентства Markswebb Rank & Report.
Май 2017 — СКБ-банк вступил в Ассоциацию ФинТех.
Сентябрь 2017 — Минсельхоз России включил СКБ-банк в список уполномоченных банков.
Декабрь 2017 — СКБ-банк подписал три государственных контракта с Новосибирской областью.
Февраль 2018 — СКБ-банк открыл филиал Делобанк — онлайн-банк для предпринимателей.
Октябрь 2018 — Онлайн-сервис Делобанк вошел в ТОП-3 лучших сервисов для бизнеса (рейтинг Business Internet Banking Rank 2018 от Markswebb).
Октябрь 2018 — СКБ-банк присоединился к проекту Банка России «Маркетплейс».
Февраль 2019 — СКБ-банк подключился к системе быстрых платежей (СБП).
Февраль 2019 — СКБ-банк открыл регистрацию в Единой биометрической системе (ЕБС).
Март 2019 — Между правительством Свердловской области и СКБ-банком заключено соглашение о социально-экономическом сотрудничестве.
Июль 2019 — В мобильном приложении СКБ-банка появилась функция оплаты по QR-коду.
Сентябрь 2019 — СКБ-банк провел первую в России оплату покупки по QR-коду через систему быстрых платежей (СБП).
Сентябрь 2019 — Интернет-сервис СКБ-банка вошел в ТОП-10 лучших в России по версии рейтинга агентства Markswebb.
Декабрь 2019 — СКБ-банк стал участником проекта «Персональный кредитный рейтинг» НБКИ.
Февраль 2022 — СКБ-банк сменил название на «Банк Синара».

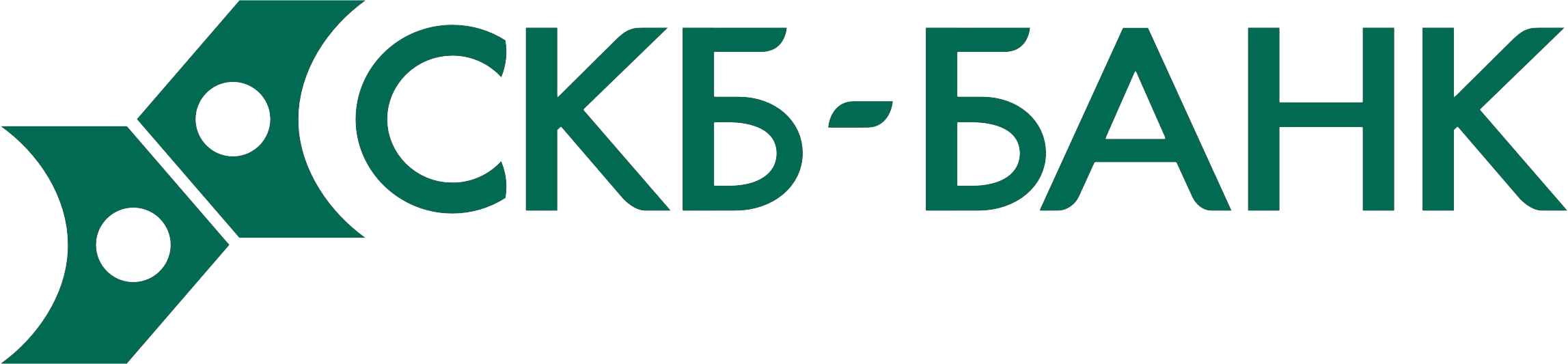
Бывший официальный логотип СКБ-Банка (с 2004 по 2019 год)

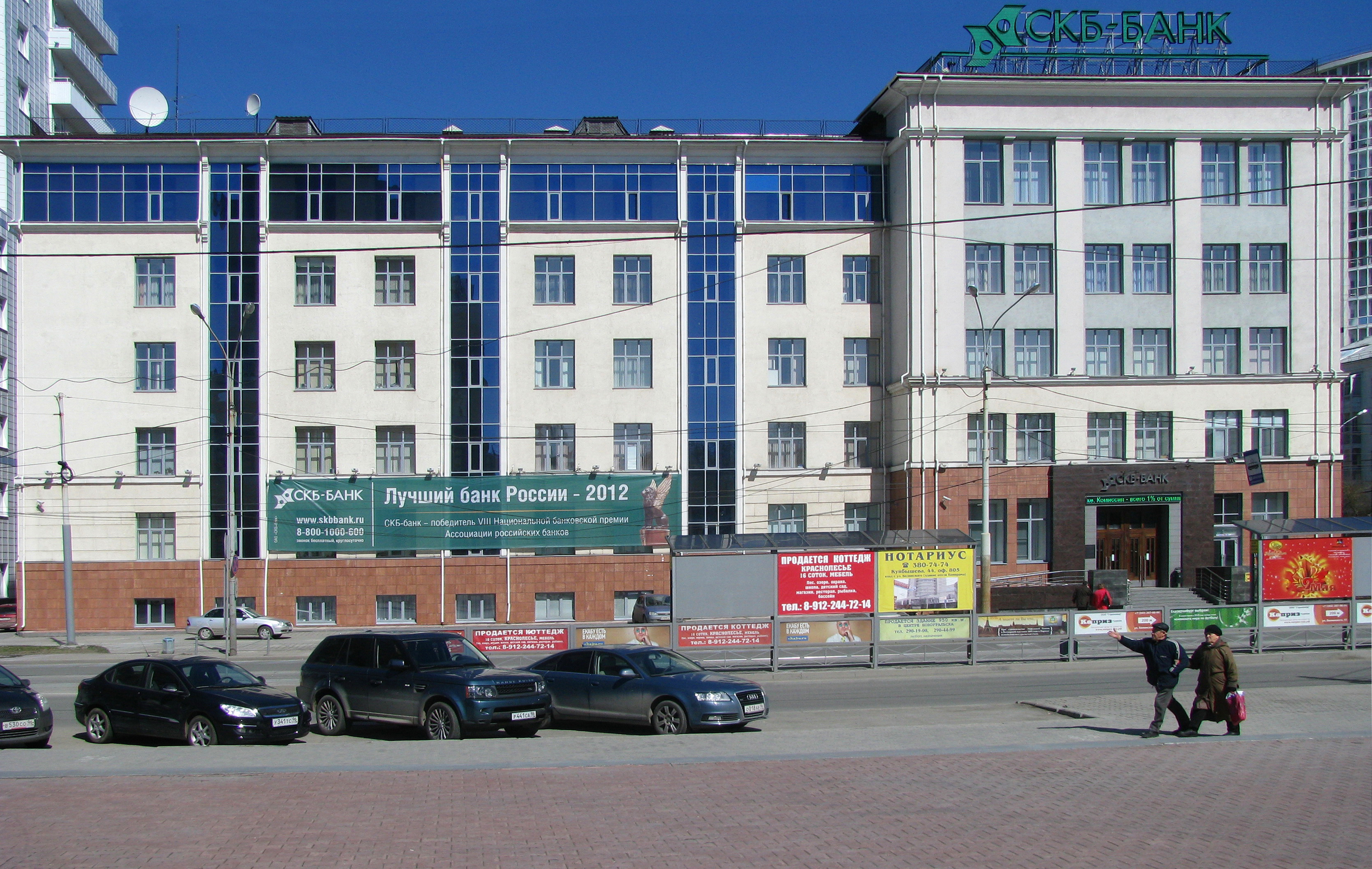
Головной офис СКБ-Банка в Екатеринбурге (ул. Куйбышева, 75), 2013 год

## Собственники
Акционерный капитал банка составляет 1 822 775 000 руб. и разделён на 1 822 775 000 акций номиналом в 1 рубль. В настоящее время у банка более 35 000 акционеров. До апреля 2010 года крупнейшими из них являлись ЗАО Группа «Синара» Д. А. Пумпянского (33,69 %), Европейский банк реконструкции и развития (25 %), а также 4 акционерных общества, принадлежащих на 100 % группе «Синара»: ЗАО «Акцессия» (6,80 %), ЗАО «Варрант» (10,62 %), ЗАО «Гудвилл» (10,76 %) и ЗАО «Трейдер» (10,85 %). В апреле 2010 года пакеты, подконтрольные группе «Синара» были объединены, и её доля в уставном капитале составила 72,72 %. На 1 января 2015 года доля группы «Синара» в акционерном капитале ОАО «СКБ-банк» составляет 98,95 %.
Председателями совета директоров банка в разное время были: генеральный директор кондитерской фабрики «Конфи» В. И. Порядин (до 1995 года), генеральный директор Среднеуральского медеплавильного завода Л. А. Смирнов (1995—1997), генеральный директор Большеистокского ремонтно-технического предприятия Б. Ф. Гладков (1997—2003), заместитель генерального директора Трубной металлургической компании А. Ю. Каплунов (2003—2006). С апреля 2006 года председателем совета директоров является бывший председатель правления банка М. Я. Ходоровский (до декабря 2008 года занимал должность на штатной основе).
В числе членов совета директоров банка были: основатель Трубной металлургической компании Д. А. Пумпянский, гендиректор Уралвагонзавода Н. А. Малых, заместители председателя Правительства Свердловской области А. Г. Тарасов и Г. А. Ковалёва, директор Синарского трубного завода А. И. Брижан, гендиректор Белоярской АЭС О. М. Сараев и другие руководители крупных предприятий и учреждений Свердловской области. В 1995—1999 годах в состав совета директоров входили также и представители Менатепа, включая председателя правления С. В. Монахова.

## Руководство
Первым президентом банка был Сергей Фёдорович Баталов, который ранее руководил свердловским областным отделением Агропромбанка СССР. В марте 1995 года, после установления контроля группы Менатеп над СКБ-банком, вместо должности президента была введена должность председателя правления, которым стал Владимир Алексеевич Черкашин, работавший до этого вице-президентом банка. В декабре 2000 года Черкашин перешёл на работу в Сбербанк на должность председателя нового филиала — Уральского банка Сбербанка России, а СКБ-банк возглавил Михаил Яковлевич Ходоровский. В 2006 году Ходоровский стал председателем совета директоров банка, а правление возглавил Владимир Игнатьевич Пухов. В январе 2014 года председателем правления СКБ-банка был назначен Илья Владимирович Зибарев. В декабре 2014 г. он покинул свой пост, а председателем правления был назначен Денис Петрович Репников, ранее занимавший должность первого заместителя председателя правления.

## Оценки рейтинговых агентств
Рейтинговое агентство «Эксперт РА» подтвердило в мае 2020 года рейтинг кредитоспособности СКБ-банка на уровне «ruB+», прогноз «негативный».
Позиции в рэнкингах: 69-е место за 2019 год в списке крупнейших банков по активам.